# Das Gasthaus zur Ehe
Das Gasthaus zur Ehe ist ein deutsches Stummfilmlustspiel von Georg Jacoby mit Elga Brink, Georg Alexander, Mary Kid und Livio Pavanelli in den Hauptrollen. Die Geschichte basiert auf dem gleichnamigen Roman von Fedor von Zobeltitz.

## Handlung
In Neapel betreibt die Gastwirtin Madame Spino-Bonzani eine Herberge, die den Ruf eines Hochzeitshotels genießt, da hierhin viele heiratswillige Paare anreisen. Auf dem (See-)Weg in das hübsche Hotel an malerischem Platz befinden sich auch Lord Cardock, der sich auffällig um die ebenfalls an Bord befindliche Sabine van Zuylen bemüht, die sich wiederum in Begleitung ihres Bruders Baron Klaus Hartung befindet. Sabine ist zwar noch verheiratet, aber ihre gescheiterte Ehe mit Gatte Robert steht kurz vor der Scheidung. Klaus wiederum hat ein Auge auf die ebenso hübsche wie lebhafte Palma geworfen, eine junge Frau, die auf dem Schiff von ihrer Schwester Marianita und ihrer Mutter, der Marchesa Cognetto, begleitet wird.
Kaum im Gasthaus zur Ehe angekommen, bemüht sich die Wirtin sogleich als Postillon d’amour Klaus und Palma einander näher zu bringen. Die beiden jungen Leute sind nicht die einzigen, zwischen denen sich muntere Liebeleien und Flirts entspinnen. Während sich Sabine und der Lord allmählich annähern, funkt der gleichfalls angereiste Noch-Ehemann Robert van Zuylen dazwischen, glaubt er doch, obwohl er einst seine Gattin betrogen hat, noch immer ein Anrecht auf sie zu haben. Doch Sabine ist nur noch angewidert von ihrem Ehemann und sucht bei dem Lord Schutz. Obwohl der adelige Brite dem Noch-Gatten eine Lektion erteilt, lässt dieser nicht locker. Erst der kultivierte Oberkellner des Gasthauses zur Ehe, der zwischenzeitlich mit Marianita angebandelt hat, weiß den ungebetenen Gast richtig zu handhaben. Er kennt van Zuylens dunkle Vergangenheit und dass er Sabine einst unter falschem Namen geheiratet hatte. Damit ist auch diese Ehe nicht rechtsgültig, und für Sabine und ihren Lord ist der Weg zum (Ehe-)Glück endlich frei. 
Auch Klaus und Palma finden zusammen, und die Filmrealität dieses Märchen weist schließlich noch mit einer besonderen Überraschung auf, damit Marianita in die Arme des eigentlich ganz und gar nicht standesgemäßen Oberkellners sinken kann: Der ist nämlich in Wahrheit ein verarmter russischer Fürst, der infolge der Oktoberrevolution nach Westen fliehen und in diesem Hotel eine dienende Funktion übernehmen musste, um sich seinen Lebensunterhalt zu verdienen. Rechtzeitig zum Happy End erfährt er, dass sein in den Westen geretteter und bis dato eingefrorener Besitz freigegeben ist, sodass nun die Marquesa ihre Tochter Marianita ihm mit gutem Gewissen anvertrauen kann.

## Produktionsnotizen
Das Gasthaus zur Ehe entstand im Januar und Februar 1926 im EFA-Atelier, passierte die Zensur am 9. März desselben Jahres und wurde sechs Tage darauf in Berlins Alhambra-Kino am Kurfürstendamm uraufgeführt. Der mit Jugendverbot belegte Siebenakter besaß eine Länge von 2879 Metern. 
Hans Sohnle und Otto Erdmann gestalteten die Filmbauten, Hans Brennert übernahm die künstlerische Beratung. 

## Kritiken
Der Filmbote schreibt: „Das pikante Milieu des Films, das originelle Sujet, die durchwegs ausgezeichnete und vornehme Darstellung und nicht zuletzt die zahlreichen herrlichen Aufnahmen stempeln dieses Werk zu einem Publikumsschlager ersten Ranges.“
Das Kino-Journal meinte: „Der Film erbringt den Beweis, daß das Hotel Spino-Bonzani seinen Spitznamen „Gasthaus zur Ehe“ mit Recht führt. Es sei allen Müttern heiratsfähiger Töchter hiermit wärmstens empfohlen.“